# استخلاص اختزالي لليورانيوم والبلوتونيوم

مخطط عملية PUREX

الاستخلاص الاختزالي لليورانيوم والبلوتونيوم (اختصاراً PUREX) هي عملية كيميائية تهدف إلى تنقية الوقود النووي اللازم للمفاعلات أو الأسلحة النووية. تعد هذه العملية على أرض الواقع الأسلوب القياسي المجرى في الوسط المائي في عمليات إعادة المعالجة النووية من أجل استرداد عنصري اليورانيوم والبلوتونيوم من الوقود النووي المستهلك. تعتمد هذه العملية على المبدأ الكيميائي في التبادل الأيوني واستخلاص سائل-سائل.

## وصف العملية
يذاب الوقود النووي أولاً في حمض النتريك المركز جداً، ثم بإجراء تنقية وتصفية للمواد الصلبة؛ ليشكل بذلك الطور المائي. أما الطور العضوي من المذيبات فيتألف قوامه من 30% فوسفات ثلاثي البوتيل (TBP) في هيدروكربون مثل الكيروسين. تستخلص أيونات اليورانيوم والبلوتونيوم على هيئة معقدات نترات؛ في حين تبقى الأكتينيدات الأثقل من الأمريسيوم والكوريوم في الوسط المائي. جرى التمكن من تحديد بنية معقدات النترات لليورانيوم والبلوتونيوم.
بعد الفصل الأولي للمزيج، يفصل البلوتونيوم عن اليورانيوم بمعالجة الطور العضوي من محلول فوسفات ثلاثي البوتيل الحاوي على معقدات النترات بمختزلات، والتي تحول البلوتونيوم إلى حالة الأكسدة +3، لتعود إلى الطور المائي. من المختزلات النمطية في هذه العملية كل من
N،N-ثنائي إيثيل هيدروكسيلامين وسلفامات الحديدوز والهيدرازين. أما اليورانيوم فيسحب من محلول الكيروسين العضوي باستخلاص عكسي باستخدام حمض النتريك الممدد.